# لازم معنوي
اللوازم المعنوية عند البلغاء أن يؤتى بألفاظ لازمة لصحة المعنى دون أن يقصد منها مجرد الصنعة.